# Proactiva Open Arms
Proactiva Open Arms (POA) es una ONG española dedicada al rescate en el mar, o SAR (por las siglas en inglés), más concretamente desde su primera base de operaciones en la isla de Lesbos, en el mar Egeo, y desde un barco en el Mediterráneo Central, de migrantes que intentan llegar a las costas europeas en el marco de la crisis migratoria en Europa. Fundada en 2015 por Òscar Camps, la ONG, con sede en Badalona, surge de una empresa de socorrismo y salvamento marítimo en las costas españolas.
Ha recibido premios en multitud de ocasiones en reconocimiento de sus intervenciones, entre los que destacan el H.E.R.O. Award de la International Maritime Rescue Federation (IMRF) en 2016, por su participación como equipo en una operación de salvamento marítimo en la cual ayudaron a rescatar a más de 200 personas en la costa de Lesbos, el European Citizen's Prize otorgado por el Parlamento Europeo también en 2016 y el Premio UNICEF 2017 Comité Español Transforma.
Su fundador, Óscar Camps, ha sido nombrado Europeo del Año 2019 por la revista estadounidense Reader's Digest en reconocimiento a su "gran labor humanitaria, al haber rescatado a más de 59 000 migrantes desesperados de las aguas del Egeo y el Mediterráneo en los últimos tres años y medio". Fue también galardonado con el Premio Catalán del Año, otorgado por El Periódico, en 2015.

## Antecedentes

Refugiados sirios e iraquíes tratan de desembarcar en las aguas costeras de Lesbos en Grecia, después de haber cruzado desde Turquía.

Para entender el auge de las ONG que operan actualmente en el Mediterráneo hay que remontarse a octubre de 2013, cuando 600 migrantes fallecieron ahogados en las costas de Lampedusa. Ese evento evidenció la ausencia de una política común europea capaz de hacer frente a la crisis migratoria. A los 15 días del suceso, ante la falta de reacción por parte de la Unión Europea, el gobierno de Italia lanzó de forma independiente un operativo de salvamento y asistencia humanitaria sin precedentes, el Mare Nostrum, involucrando a casi 900 militares, barcos, aviones, helicópteros y submarinos. En un año, las autoridades italianas rescataron a 156.362 personas y detuvieron a 728 traficantes.
A pesar del éxito de la operación, el enorme coste de esta, que rondaba los nueve millones de euros mensuales, y la falta de solidaridad del resto de Europa ante el problema, hizo que Italia la abandonase tras sólo un año de funcionamiento.
La solución alternativa de la UE vino de la mano de la Agencia Europea de Control de Fronteras y Costas (FRONTEX) y su operación Tritón, con un tercio del presupuesto que destinaba la operación italiana. A diferencia de la anterior, se centraba en el control fronterizo y no contaba con un mandato específico de búsqueda y salvamento. Su radio de acción era también mucho menor, limitado a 30 millas desde las costas italianas, cuando la Mare Nostrum cubría hasta la frontera de aguas internacionales.
Las consecuencias del cese del operativo de Italia pueden verse en los números. En los cuatro primeros meses de 2014, cuando la Mare Nostrum aún funcionaba, fallecieron 60 personas en la ruta migratoria que une Libia e Italia, según datos de la OIM. En el mismo periodo de 2015, esta cifra se elevó hasta las 1.936 muertes en repetidos naufragios. En abril de 2015, un pesquero en el que viajaban más de 700 migrantes se hundió al sur de Lampedusa, de los cuales solo 28 lograron sobrevivir.
A los pocos días el presidente de la Comisión Europea, Jean Claude Juncker, reconocía que haber puesto fin a la operación Mare Nostrum había sido un “grave error” que “costó vidas humanas”.
Los detractores del operativo habían acusado a Italia, como actualmente ocurre con las ONG, de provocar un “efecto llamada”. A estas críticas se había sumado Frontex. Pero una vez finalizada, su director adjunto, Gil Arias, descartó que fuera un factor de atracción: “La gente sigue viniendo aunque la operación ya no esté allí”.
El ex primer ministro de Italia, Enrico Letta, quien fue el responsable de poner en marcha el operativo, diría años después en un debate organizado por el European Policy Centre: “Que tuvo un efecto de atracción no es verdad. He demostrado lo contrario porque cuando estaba en marcha se interrumpieron los flujos migratorios y después han aumentado considerablemente”.
Fue el vacío dejado por la misión italiana, ante la falta de una respuesta eficaz de la Unión Europea, lo que empujó a las ONG a fletar sus propios barcos de rescate para hacer frente a la crisis. La primera había sido la maltesa MOAS, en agosto de 2014. En mayo de 2015, la francoalemana SOS Méditerranée junto a Médicos del Mundo (luego MSF) y la alemana Sea Watch surcaban ya las aguas del Mediterráneo central.
El 2 de septiembre del 2015 la imagen de Aylan Kurdi ahogado en una playa de Turquía dio la vuelta al mundo. Ese mismo mes, tras ver aquella imagen, Òscar Camps tomaba rumbo a Lesbos y fundaba Proactiva Open Arms.

## Barcos

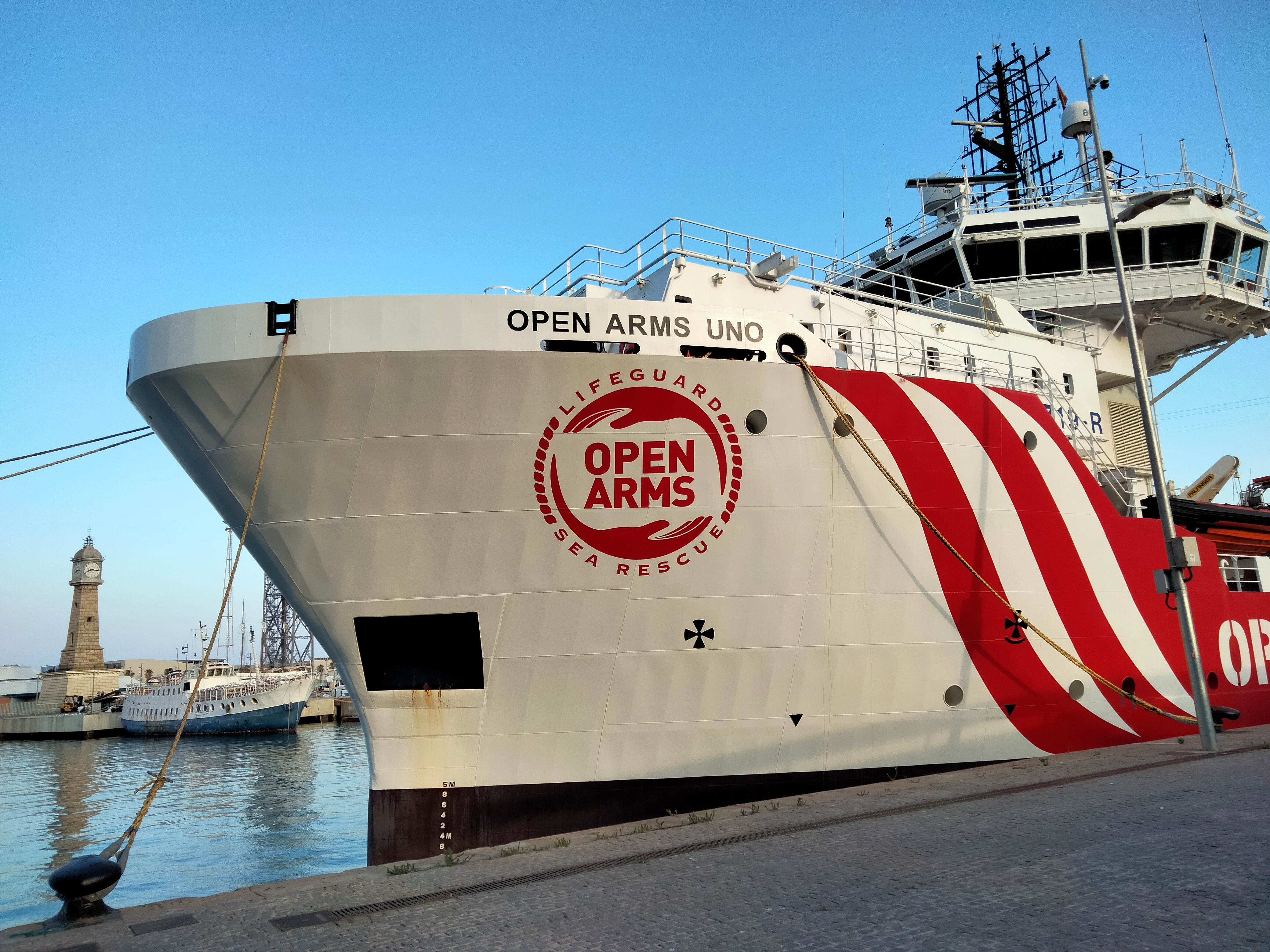
Barco Open Arms Uno en el muelle de Barcelona.

La ONG adquirió su buque insignia, el velero de lujo Astral, como cesión de su dueño, el empresario Livio Lo Monaco, en junio de 2016. El yate, diseñado por Philip Rhodes y construido en 1970, dio el título del documental grabado a bordo del barco ese mismo mes por Jordi Évole para Salvados, el programa que dirige para Atresmedia Televisión. La recaudación del documental en los cines, antes de su emisión en televisión, se destinó íntegramente a la ONG.
A finales de 2016 se sustituyó el Astral por el Golfo Azzurro, un pesquero de 43 metros de eslora y 8 metros de manga, fabricado en 1987. Con base en Malta, este barco se dedica a las operaciones de la ONG en el Mediterráneo Central y en aguas internacionales al norte de Libia. El Golfo Azzurro cuenta con dos embarcaciones semirrígidas de rescate para intervenciones rápidas y de aproximación.
A mediados de 2017, se incorporó a los servicios de rescate en el Mediterráneo Central el Open Arms, un remolcador de altura de 37 metros de eslora, procedente de la flota de Salvamento Marítimo y donado a la ONG por la naviera Grupo Ibaizabal.

## Intervenciones

### 2015
- A finales de octubre de 2015, la ONG participó, junto con pescadores griegos y turcos y un barco noruego del Frontex, en una operación de rescate de unas 300 personas, de las cuales murieron más de 50 personas.[22][23]

### 2017
- Finales de marzo/principios de abril de 2017: El Golfo Azzurro rescata a decenas de personas, incluyendo un bebé de cuatro días y una persona fallecida, de al menos tres embarcaciones —un barco de goma, una balsa de plástico y una barcaza de madera—.[24]

- En junio de 2017, los tripulantes del Golfo Azzurro rescataron a más de 420 náufragos en cuatro embarcaciones a la deriva en aguas internacionales frente a las costas de Libia.[25]

- En julio de 2017, rescataron a 167 personas en una embarcación que contenía también 13 cadávares.[26]

- En agosto de 2017, la ONG denunció que, al igual que las ONG Sos-Mediterranée y Médicos Sin Fronteras que también operaban en la zona, habían sido amenazados por el C-Star, un barco fletado por un movimiento juvenil de extrema derecha financiado por donaciones de ultraderechistas de Francia, Alemania, Italia y del resto de Europa.[27]

- Ese mismo mes, la ONG denunció que los guardacostas libios habían interceptado, con dos disparos al aire,[28][29] al barco a 12 millas de aguas territoriales libias, amenazándole con abrirle fuego.[30][31][32]

- En un segundo incidente con los guardacostas libios en el mismo mes, la ONG denunció que el Golfo Azzurro había sido retenido en aguas internacionales durante una hora y 44 minutos.[33] A bordo del barco en el momento del incidente se encontraba Lola Galovart,[33] magistrada[34] y diputada del PSOE.[35] Este incidente se produjo poco después de que las ONG Save the Children y Médicos Sin Fronteras habían anunciado que tendrían que suspender sus operaciones de rescate en el Mediterráneo, precisamente por la actitud de la Marina de Libia.[36]

- A finales de diciembre de 2017, avisado por el servicio de guardacostas italiano, el buque Open Arms' rescató a 134 personas.[37]

### 2018
- 27 de enero de 2018: En una operación de rescate coordinada con la fragata de la Armada Española Santa María, Proactiva Open Arms rescató a 329 náufragos, incluyendo 95 mujeres, tres de las cuales estaban embarazadas, y 37 menores, seis de los cuales eran recién nacidos.[38]

- 11 de marzo de 2018: Proactiva Open Arms rescató a tres hermanos que habían huido de Libia en un bote inflable. Uno de ellos, de trece años, sufría leucemia y tenía un catéter para la terapia intravenosa.[39]

- 12 de marzo de 2018: Open Arms rescató a 93 náufragos, llevándolos al puerto de Pozzallo, Sicilia.[40]

#### Nuevo incidente con guardacostas de Libia e incautación del Open Arms en Italia

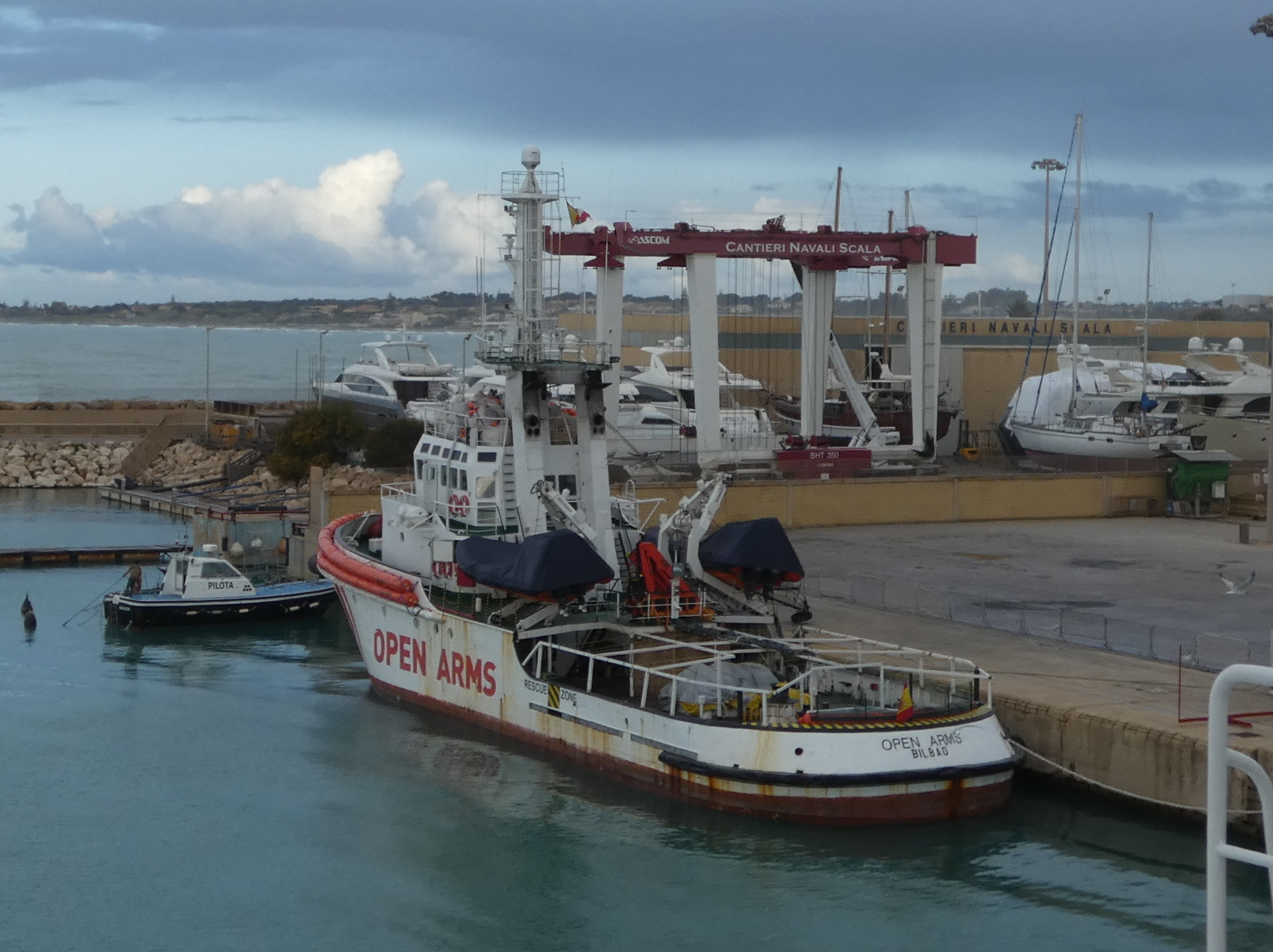
El Open Arms incautado en Pozzallo, marzo de 2018

- 16 de marzo de 2018: un buque de la guardia costera libia cruzó la proa de dos embarcaciones semirrígidas desplegadas desde el Open Arms.[41] Open Arms había respondido a una alerta enviada por el Centro de Coordinación de Rescate Marítimo Italiano (IMRCC)[42] de rescatar a dos embarcaciones.[43] Cuando las embarcaciones semirrígidas de Proactiva llegaron a la embarcación de los migrantes, en aguas internacionales a 117 kilómetros de la costa de Libia.[44] el IMRCC les informó que Libia estaba al mando de la operación, aunque señalaron que Proactiva debería «actuar con discreción».[42] Un buque guardacostas de Libia llegó media hora después de que la oenegé hubiera comenzado la operación de rescate y entregado ya a todos las personas los chalecos salvavidas, y de que todas las mujeres y niños se encontraran subidos en las dos embarcaciones semirrígidas de Proactiva.[42]

Dos días más tarde, la agencia italiana Agenzia Nazionale Stampa Associata (ANSA), informó de que el barco de rescate español había sido incautado por las autoridades italianas a su llegada a Pozzallo con 216 de las 218 personas rescatadas, y que su capitán y dos personas más de Proactiva estaban siendo investigadas por tráfico de personas. Dos personas, una madre y su hijo enfermo, fueron evacuadas en Malta, y las autoridades permitieron a Open Arms proceder hacía Pozzallo «dado el estado precario de las personas rescatadas y las previsiones del empeoramiento de las condiciones meteorológicas».
A los diez días de la incautación, de las dos acusaciones formuladas originalmente por la fiscalía de Catania, la de «favorecer la inmigración irregular» y la de «asociación criminal» un juez de Catania ha desestimado la segunda pero mantiene la primera, penada con un máximo tres años de reclusión y 15 000 euros de sanción.
- 18 de abril de 2018: un juez italiano ordenó la liberación del buque Open Arms.[49]

- 30 de junio de 2018: El Open Arms rescató a 59 personas a la deriva. Tanto Italia como Malta se habían negado a aceptar que el buque atracara en sus puertos, por lo que tuvo que dirigirse a Barcelona, donde llegó el 4 de julio.[50]

- 17 de julio de 2018: Después de que el guardacostas libio hubiera detenido un barco con 158 personas a bordo, que fueron trasladadas a un campo de refugiados, el Open Arms acudió a la zona y pudo salvar a una mujer y recuperar los cuerpos sin vida de un bebé y de otra mujer. La ONG ha denunciado a Libia por haberles abandonado.[51][52]

- 2 de agosto de 2018: El buque Open Arms rescató a 87 personas, entre ellos 12 niños, que se encontraban a la deriva cerca de las costas de Libia.[53]

#### Reacciones a la incautación del barco Open Arms
Tras la incautación del barco de rescate a su llegada a Pozzallo, algunas de las principales ONG internacionales dedicadas a la ayuda humanitaria criticaron a las autoridades italianas:
- Amnesty International declaró que el incidente constituía «desprecio temerario hacia la decencia más elemental». La ONG añadió que «Es hora de que los gobiernos se replanteen urgentemente su cooperación con Libia en materia de migración. Su despiadada complicidad con traficantes, criminales y torturadores debe acabar y la seguridad y los derechos de los refugiados, solicitantes de asilo y migrantes debe ser una prioridad».[54]

- Human Rights Watch informó que «Proactiva actuó para salvar las vidas de los migrantes y después evitó que fueran sometidos a una detención indefinida. Sería perverso pretender tildar de criminales a los que se negaron a entregar a las víctimas a la guardacostas libia sabiendo que podrían sufrir eventuales torturas y violaciones en los centros de detención en Libia».[42] El informe añadió que «los derechos humanos internacionales y el derecho internacional relativo a los refugiados prohíbe la devolución de una persona a un lugar donde se enfrenta a un riesgo real de tortura o maltrato, el principio de no devolución [de conformidad con la Convención de Ginebra]». «Facilitar a las fuerzas libias la captura de personas en alta mar, cuando se sabe que la devolución implica un trato cruel, inhumano o degradante en una detención arbitraria expone a Italia y a los otros Estados de la Unión Europea (UE) implicados a acusaciones de ser cómplices a serias violaciones de los derechos humanos».[42]

- Médecins Sans Frontières (MSF) criticó la «criminalización» de las ONG que rescatan a migrantes en el mar, señalando que «bajo ninguna circunstancia» se debería devolver a Libia a las personas rescatadas, y se refirió al embargo del barco de Proactiva como «la última de una serie de acciones llevadas a cabo en contra de las ONG que realizan misiones de rescate de vidas humanas».[55]

Así mismo, la sociedad civil, incluyendo asociaciones como la Fundación Abogacía Española del Consejo General de la Abogacía Española o la Unión Progresista de Fiscales de España por una parte y actores como Richard Gere, Penélope Cruz y Javier Bardem, la alcaldesa de Barcelona, Ada Colau o el exfiscal anticorrupción de España, Carlos Jiménez Villarejo, han expresado su apoyo a Open Arms tras las medidas tomadas por la justicia italiana.
En octubre de 2018, el ministro de Asuntos Exteriores de Italia, Enzo Moavero Milanesi, señaló que Libia no podía considerarse puerto seguro, contradiciendo así a su colega en el Gobierno, el ministro de Interior, Matteo Salvini, que había presionado para financiar y equipar al guardacostas libio. Varias organizaciones de ayuda han llevado a Italia ante el Tribunal Europeo de Derechos Humanos por esta política.

#### Misiones de rescate en el mar de Alborán
A finales de agosto de 2018, el Ministerio de Fomento anunció que Proactiva Open Arms pondría «a disposición de Salvamento Marítimo —una entidad pública empresarial dependiente del ministerio— sus recursos humanos y materiales» para así «colaborar en las tareas de rescate» en el estrecho de Gibraltar y en el mar de Alborán.
Entre los factores que se tomaron en cuenta fue la política migratoria de países como Italia —durante ese mes habían llegado a España cuatro veces más migrantes que a Italia— que habían cerrado sus puertos a los barcos de rescate de las ONG que operaban en el Mediterráneo central y el hecho de que el 42 % de las personas llegados por el Mediterráneo a Europa durante el año lo habían hecho por las costas españolas. Otro factor que se tuvo en cuenta fue la «coherencia» de que el buque Open Arms cuenta con pabellón español.
- 12 de octubre de 2018: Tras establecer un centro de operaciones en Motril, Granada, para llevar a cabo misiones en la zona SAR del mar de Alborán, el Open Arms participaron en dos operaciones de rescate distintas coordinadas por Salvamento Marítimo. En la primera, rescataron a 57 personas, incluyendo un bebé de un año de edad y un niño de ocho años.[63] Poco después, fueron avisados de otra embarcación cerca de la isla de Alborán y rescataron a sus 67 ocupantes, incluyendo dos bebés, que fueron trasladados al remolcador de salvamento SAR Mastelero, de 40 m de eslora,[64] que llegó poco después, ya cargado de otras personas rescatados en otras operaciones del día,[65] para trasladarles a Almería y a Málaga. En total, los buques de rescate españoles en la zona, que incluían también al Guardamar Polimnia,[66] de 32 m de eslora,[67] y el Salvamar El Puntal,[66] de 15 m de eslora,[68] rescataron a más de 750 personas ese día, además de recuperar tres cadáveres. Por otra parte, 18 personas están desaparecidas.[69]

### 2020
Durante la pandemia de enfermedad por coronavirus de 2020 en España un grupo de voluntarios de la ONG realizó ensayos clínicos a personas de tercera edad y a trabajadores en diversas residencias geriátricas de Cataluña.

## Financiación
La financiación de la ONG según su propia página web fue de 234 192,50 € en 2016; mientras que al año siguiente, en 2017, la financiación llegó a 1 008 809,44 €, cuadriplicando la cifra.
Del ejercicio de septiembre de 2017 a septiembre de 2018, es del que más detalles se ofrece actualmente en su página web. En ella se inidca que ha tenido una financiación en ese ejercicio de 3,5 millones de euros. De los cuales, 3,2 (el 90 %) provenían de aportaciones privadas; mientras que 300 mil euros (10 % restante) llegaban a través de subvenciones de distintos ayuntamientos como el de Madrid, Barcelona o Valencia.
|                                             |
| Actualizado: 21 de enero de 2020 Fuentes: , |

## Controversia
El 27 de marzo de 2018, el juez instructor de Catania (Sicilia), Nunzio Sarpietro, acusó a la ONG de promover la inmigración ilegal. Por ello, su buque insignia el Open Arms fue inmovilizado de forma cautelar en el puerto italiano de Pozzallo. Fue liberado un mes después, aunque la investigación sigue abierta. Más tarde, durante los sucesos de agosto de 2019, varios sectores de la derecha y la extrema derecha tanto española como italiana, acusaron a través de las redes sociales a la ONG de ser "taxis" de los traficantes de personas que les utilizarían para cumplir la ruta de inmigración ilegal Libia-Italia. Según indica Frontex, se detectó hace meses que las mafias de tráfico de personas habían cambiado la técnica, remolcando las pateras vacías con una nave nodriza hasta la zona comprendida entre Libia y Lampedusa, donde realizan el traslado de los migrantes desde la nave a las pateras en alta mar, para luego abandonarlas allí y que el salvamento marítimo se haga cargo del rescate de las mismas. Este hecho ha vuelto a reavivar los intentos de criminalización del rescate en el Mediterráneo desde dichos sectores conservadores y ultraconservadores, los cuales acusan a las ONG de connivencia con las mafias de tráfico de personas.
Por otro lado, en agosto de 2018 la fiscalía de Agrigento abrió una instrucción contra el ministro del Interior de Italia, Matteo Salvini, por los delitos de secuestro, arresto ilegal y abuso de poder tras haber retenido durante cinco días a más de un centenar de inmigrantes en Catania. Esta misma fiscalía ha vuelto a abrir una investigación contra las autoridades italianas por los posibles delitos de secuestro de personas y omisión del deber, tras la retención del buque Open Arms frente a las costas de Lampedusa en agosto de 2019, siendo jefa de misión Anabel Montes Mier.
Ese mismo mes, después de que la fiscalía de Agrigento finalmente ordenara el desembarco inmediato de los náufragos en Lampedusa, la vicepresidenta en funciones del Gobierno de España, Carmen Calvo, advirtió a la ONG de una posible sanción al carecer su barco de la debida licencia de rescate marítimo en el Mediterráneo, ya que solo tiene autorización para realizar ayuda humanitaria. La fiscalía italiana en cambio recuerda en su escrito que el Artículo 98 de la Convención de las Naciones Unidas sobre el Derecho del Mar (UNCLOS, en sus siglas en inglés), especifica que cada Estado tiene que exigir que el comandante de un barco que lleva su bandera, en este caso España, ofrezca salvamento lo antes posible a cualquier persona que se encuentre en peligro de muerte en el mar. La UNCLOS explicita claramente, al igual que la Justicia italiana, que los Estados ribereños tienen que colaborar con otros Estados. Recuerda también la fiscalía Italiana que el Convenio Internacional para la Seguridad de la Vida Humana en el Mar (SOLAS), obliga claramente a que el comandante de un barco que se encuentra en la posición de poder prestar ayuda, tiene que actuar con suma rapidez para salvar a las personas en peligro en el mar. Realizar labores de rescate es por tanto, según el derecho internacional, obligación ineludible de todo barco que esté cerca de unos náufragos.
A su vez, el Convenio SAR, norma emblemática de la búsqueda y rescate a nivel internacional, obliga a los Estados firmantes, entre los que se encuentran España e Italia, a garantizar la ayuda de todo tipo de persona en peligro en el mar, sin distinguir por razones de la nacionalidad, el estatus particular del individuo o las circunstancias en las que se encuentra.
La fiscalía Italiana explica además las razones por las que el Open Arms no pudo entrar en Malta y es que el 10 de agosto, tras el tercer rescate, el Centro de Coordinación de Rescate Marítimo de Malta pidió formalmente a su homólogo italiano que Lampedusa fuera el puerto seguro. A partir de ahí, el Open Arms permaneció en aguas internacionales, entre las islas de Lampedusa y de Malta, mientras esperaba la asignación de un puerto seguro por parte de las autoridades nacionales implicadas.
Ciertos sectores han cuestionado por qué el Open Arms no podía desembarcar en Túnez. Esto se debe a que dicho país no puede considerarse un puerto seguro al no contar con los mecanismos administrativos y legales necesarios para garantizar la seguridad de los refugiados.
Otra de las denuncias desde posiciones conservadoras a estas ONG es la hipótesis del “efecto llamada” que su presencia en el Mediterráneo tendría sobre los flujos migratorios. Un estudio llevado a cabo por investigadores de la Universidad de Oxford en 2017 concluye que esta hipótesis es falsa. Es más, se produjeron más llegadas y más muertes cuando había menos operaciones de rescate y viceversa.